# 黎正甫
黎正甫（？年—1988年1月22日），生於福建，在北平輔仁大學畢業後，曾為于斌樞機主教辦過教會益世報等編輯工作。五零年代來到香港，就一直在華南總院教中國文學，一直到華南結束。

## 著作
- 《雨後殘蕾》民國二十四年 北平傅信印書局
- 《郡縣時代之安南》，黎正甫著，重慶市商務印書館，民國34年7月
- 《中暹關係史》，黎正甫著 ,貴陽文通書局，民國34年3月
- 《宗教與人生》
- 《管窺集》香港公教真理學會
- 《兒童教育概論》北平中華公教教育聯合會
- 《詩書中之宗教觀》
- 《庇護十二世的生活》
- 《歷代皇帝謚諱生卒年及葬地列表》
- 《天主教教育史》臺北光啟出版社
- 《天主教要理第二部》德國主教團編; 黎正甫